# دنيس آرتشر
دنيس ارتشر (بالإنجليزية: Dennis Archer)‏ هو قاضي ومحامي وسياسي أمريكي، ولد في 1942 في ديترويت في الولايات المتحدة. حزبياً، نشط في الحزب الديمقراطي. وقد انتخب عمدة ديترويت، ميشيغان (3 يناير 1994 – 31 ديسمبر 2001) وانتخب عمدة ديترويت (3 يناير 1994 – 31 ديسمبر 2001).